# Geheimdienstliche Agententätigkeit
Geheimdienstliche Agententätigkeit ist im deutschen Strafrecht ein Straftatbestand, der in § 99 StGB gesetzlich normiert ist. Er erfasst die „einfache“ nachrichtendienstliche Tätigkeit ohne Verrat von Staatsgeheimnissen (vgl. Landesverrat).
Zweck der Vorschrift ist es, die Interessen der Bundesrepublik Deutschland zu schützen. Es handelt sich um ein abstraktes Gefährdungsdelikt.

## Gesetzestext
Der Straftatbestand der geheimdienstlichen Agententätigkeit hat folgenden Wortlaut:
(1) Wer
1. für den Geheimdienst einer fremden Macht eine geheimdienstliche Tätigkeit gegen die Bundesrepublik Deutschland ausübt, die auf die Mitteilung oder Lieferung von Tatsachen, Gegenständen oder Erkenntnissen gerichtet ist, oder
2. gegenüber dem Geheimdienst einer fremden Macht oder einem seiner Mittelsmänner sich zu einer solchen Tätigkeit bereit erklärt,
wird mit Freiheitsstrafe bis zu fünf Jahren oder mit Geldstrafe bestraft, wenn die Tat nicht in § 94 oder § 96 Abs. 1, in § 97a oder in § 97b in Verbindung mit § 94 oder § 96 Abs. 1 mit Strafe bedroht ist.
(2) In besonders schweren Fällen ist die Strafe Freiheitsstrafe von einem Jahr bis zu zehn Jahren. Ein besonders schwerer Fall liegt in der Regel vor, wenn der Täter Tatsachen, Gegenstände oder Erkenntnisse, die von einer amtlichen Stelle oder auf deren Veranlassung geheimgehalten werden, mitteilt oder liefert und wenn er
1. eine verantwortliche Stellung mißbraucht, die ihn zur Wahrung solcher Geheimnisse besonders verpflichtet, oder
2. durch die Tat die Gefahr eines schweren Nachteils für die Bundesrepublik Deutschland herbeiführt.

## Tathandlung
Tatbestandliche Handlung ist gem. Abs. 1 Nr. 1 das Ausüben einer geheimdienstlichen Tätigkeit. Hierunter versteht man nach der Rechtsprechung des BGH eine Tätigkeit, deren äußeres Bild dem entspricht, was für die Arbeit von Agenten und anderen Hilfspersonen solcher Dienste typisch und kennzeichnend ist, namentlich also Geheimhaltung und Anwendung konspirativer Methoden. Die Strafbarkeit erstreckt sich gem. § 99 StGB auf Tätigkeiten in allen Bereichen und unabhängig von der Qualifizierung der Informationen, wobei das Gesamtverhalten des Täters maßgeblich sein soll.
Als charakteristisch werden vom Bundesgerichtshof insbesondere angesehen:
- Unterschreiben einer Verpflichtungserklärung
- Verwendung von Decknamen und Deckadressen
- Zuteilung eines Führungsmannes
- Konspirative Treffs
- Getarnte Nachrichtenübermittlung (Code)
- Verwendung von Kurieren, Kleinsendern, Mikrofotografie und toten Briefkästen[4]

Die Tätigkeit muss für den „Geheimdienst einer fremden Macht“ ausgeübt werden. Gemeint sind damit Einrichtungen im staatlichen Bereich. Zur Einordnung als Geheimdienst kommt es nicht auf die konkrete Organisationsform, sondern auf eine funktionelle Betrachtung an. Daher sind von Privatunternehmen unterhaltene Organisationen allein zur Wirtschaftsspionage nicht erfasst, wohl aber Privatunternehmen, die als Tarnfirmen in das geheimdienstliche Netzwerk einer fremden Macht eingebunden sind.
Die Tätigkeit muss auch „für“ den Geheimdienst ausgeübt werden. Mit anderen Worten ist ein zielgerichtetes Handeln zur Leistung von Diensten erforderlich. Einer organisatorischen Eingliederung in den Dienst bedarf es nicht. Der Täter muss auch nicht selbst Agent im technischen Sinn sein.
Die Tätigkeit muss „gegen“ die Bundesrepublik gerichtet sein. Dies ist nach Auffassung des Bundesgerichtshofs dann nicht gegeben, wenn das eigentliche Zielland der Geheimdienstaktivität ein Drittland ist und die Verbindung zur Bundesrepublik Deutschland sich darin erschöpft, dass ein deutscher Mittäter hier seinen Wohnsitz und Firmensitz hat. Ebenso scheidet eine nur mittelbare Beeinträchtigung des Ansehens der Bundesrepublik durch Beteiligung eines Deutschen an einem allein auslandsbezogenen Tatgeschehen, wie etwa Beteiligung an Beschaffungsvorhaben für das iranische Atomprogramm, aus.
Tathandlung des Abs. 1 Nr. 2 ist das Sichbereiterklären zu einer Tätigkeit nach Abs. 1 Nr. 1 gegenüber dem fremden Geheimdienst oder einem Mittelsmann.

## Vorsatz
Die Strafbarkeit nach § 99 StGB erfordert Vorsatz, wobei Eventualvorsatz genügt. Der Einwand des Täters, er habe nur eine Scheintätigkeit entwickeln wollen, ist widerlegt, sobald er die erste Nachricht mitgeteilt hat.

## Rechtfertigungsgründe
Als Rechtfertigungsgrund kommt insbesondere Notstand in Betracht, wenn etwa relativ geringfügige Taten mit der Drohung der Vernichtung wirtschaftlicher Existenz, der sozialen Stellung oder der privaten Lebenssituation abgepresst werden. Bei sogenannten Doppelagenten kann es je nach Sachlage schon am Tatbestandsmerkmal „gegen“ die Bundesrepublik fehlen.

## Täterschaft und Teilnahme
Teilnehmer sind nur Außenstehende, namentlich Anstifter. Beihilfe ist bei unspezifischen Unterstützungshandlungen denkbar. Täter ist hingegen jeder, der eine eigene Tätigkeit entfaltet, selbst wenn diese nur von untergeordneter Bedeutung ist.

## Häufigkeit
In den Jahren 2010 bis 2023 (bis 9. September) wurden insgesamt 383 Personen in Deutschland der Spionage, der geheimdienstlichen Agententätigkeit oder verwandter Delikte, bei denen der Generalbundesanwalt Ermittlungsverfahren einleitete, beschuldigt. Davon wurden 37 verurteilt.